# Metaponto

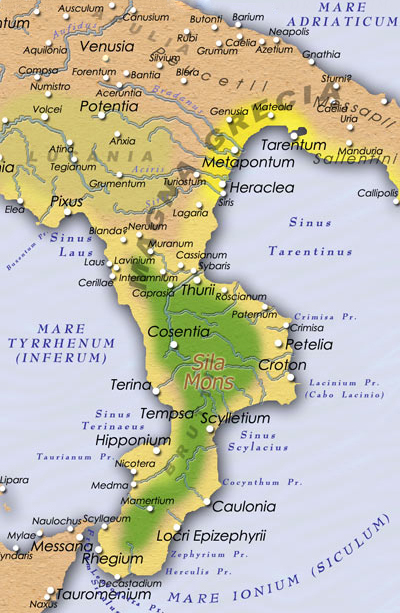
Metaponto, no golfo de Tarento

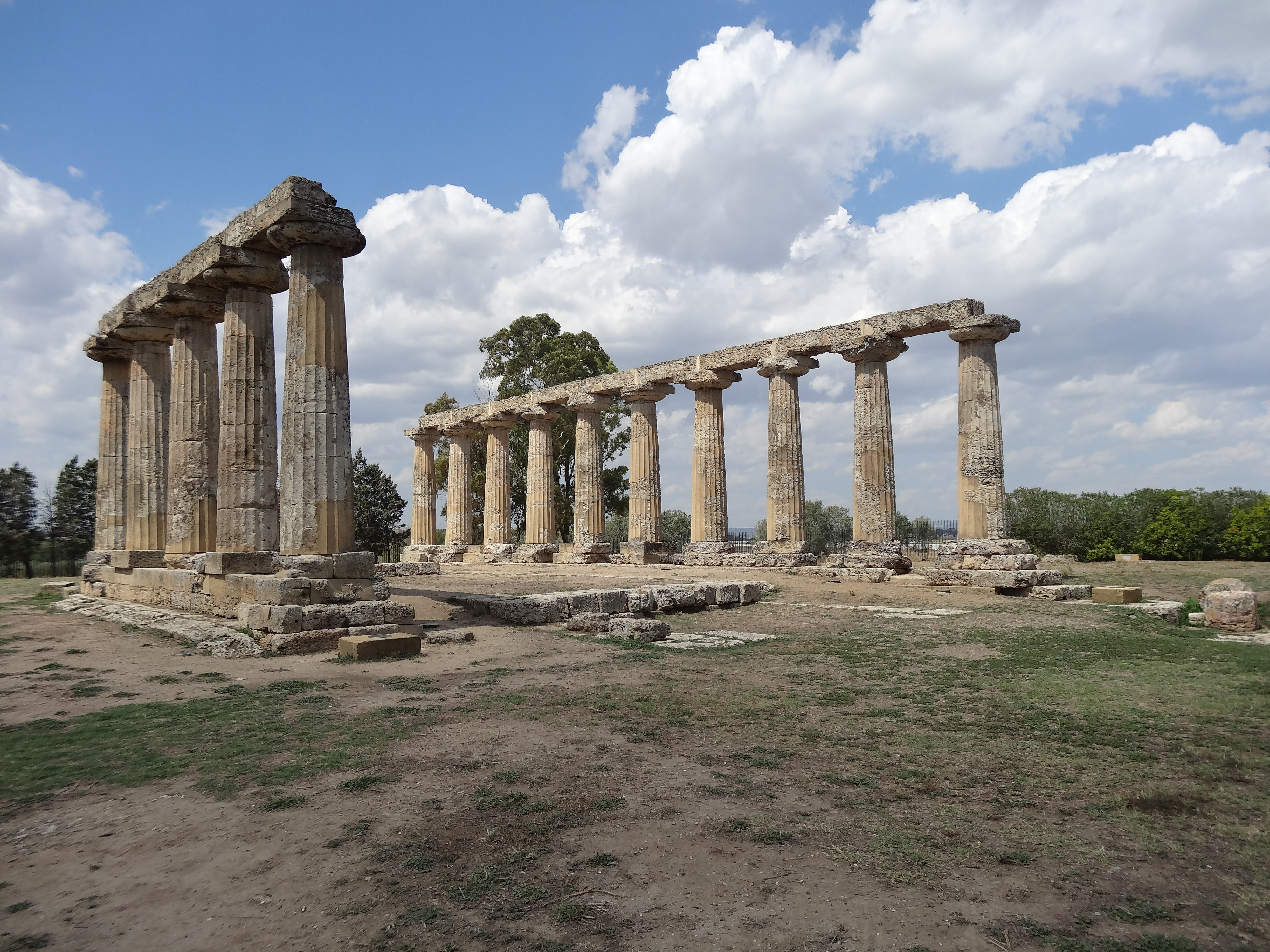
Ruínas da antiga cidade grega

Metaponto é uma zona da Itália, situada no sul do país, nas margens do golfo de Tarento, em torno da foz do rio Basento. Constitui uma planície costeira, antigamente pantanosa, mas que, hoje em dia, foi drenada. Possui culturas de tabaco e morangos.
Conserva ruínas da antiga cidade grega de Metaponto (em grego antigo Μεταπόντιον), que hoje é uma fração comunal de Bernalda, na província de Matera, Basilicata.

## Mitologia
A cidade de Metaponto, de acordo com a mitologia greco-romana, fora fundada por Epeu, que havia se separado de Nestor, seu chefe, por uma tempestade.

## Naturais de Metaponto
- Hipaso de Metaponto